# Rohan Alexander
Rohan Phillmore Alexander (Jamaica, 20 de fevereiro de 1973) é um ex-jogador de críquete jamaicano, naturalizado americano.
Alexander foi jogador da Seleção de Críquete dos Estados Unidos.